# Pachymerium tyrrhenum
Pachymerium tyrrhenum är en mångfotingart som beskrevs av Karl Wilhelm Verhoeff 1934. Pachymerium tyrrhenum ingår i släktet Pachymerium och familjen storjordkrypare.
Artens utbredningsområde är Italien. Inga underarter finns listade i Catalogue of Life.